# Услуги преисподней стоят дорого 2: Вендетта
«Услуги преисподней стоят дорого 2: Вендетта» (англ. Pumpkinhead: Blood Feud; оригинальное название — «Тыквоголовый: Кровная вражда») — телевизионный фильм ужасов 2007 года. Режиссёром и сценаристом выступил Майкл Хёрст. Четвёртый фильм тетралогии «Тыквоголовый».
Фильм является вольной экранизацией истории вражды Хэтфилдов и Маккоев.

## Сюжет
Вражда семей Хэтфилдов и Маккоев длится с 1930-х годов. И случается невероятное. Парень и девушка из противоборствующих «кланов» Рикки Маккой и Джоди Хэтфилд полюбили друг друга. Они решаются покинуть ненавистный город. Но братья девушки в попытке помешать планам влюбленных, случайно убивают сестру Рикки.
Жажда мести обуревает Рикки и, несмотря на предостережения старой ведьмы, к которой он обращается — он воскрешает Тыквоголового Монстра. Рикки запускает план кровавого отмщения — убить каждого члена семьи враждебного рода. И вскоре семейство Хэтфилд попадает в мясорубку демонического создания.
Не веря в легенду о Монстре, и воспринимая происходящие события как действия соперников, обе семьи решают развернуть военные действия друг против друга. Но реальная атака Тыквоголового на дом семейства Хэтфилд все же заставляет их оставить свои предрассудки и различия и объединиться против демонической твари пока его пакт о кровавой мести не реализован до последней капли крови. Любовь… Месть… Кровь… Смерть…

## В ролях
| Актёр            | Роль               |
| ---------------- | ------------------ |
| Эми Мэнсон       | Джоди Хэтфилд      |
| Брэдли Тейлор    | Рики Маккой        |
| Роб Фриман       | шериф Даллас Поуп  |
| Эльвин Дандель   | Тристан Маккой     |
| Овидиу Никулеску | Бобби Джо Хэтфилд  |
| Лэнс Хенриксен   | Эд Харли (призрак) |

## Производство и выпуск
Съёмки проходили в Бухаресте, столице Румынии. 10 февраля 2007 года состоялась премьера на телеканале «Syfy», 2 октября фильм был выпущен на DVD.
Актриса Эми Мэнсон, сыгравшая в фильме главную женскую роль, специально для поездки в Румынию на съёмки прервала обучение в Лондской драматической школе.